# Aethosia ectrocta
Aethosia ectrocta är en fjärilsart som beskrevs av George Francis Hampson 1900. Aethosia ectrocta ingår i släktet Aethosia och familjen björnspinnare. Inga underarter finns listade i Catalogue of Life.